# Glory Times
Glory Times è una compilation prodotta dalla band trip hop inglese Portishead ed uscita nel 1995.

## Il disco
Il disco contiene una serie di remix di brani del loro primo album Dummy come Sour times e Glory box, e alcuni pezzi utilizzati per il cortometraggio da loro prodotto To Kill a Dead Man.

## Tracce

### Disco 1
1. Sour Sour Times – 4:07
2. Lot More – 4:21
3. Sheared Times – 4:17
4. Airbus Reconstruction – 5:08
5. Theme from to Kill a Dead Man – 4:25

### Disco 2
1. Glory Box (edit) – 3:35
2. Glory Box (Mudflap Mix) – 5:28
3. Scorn – 6:04
4. Sheared Box – 3:30
5. Toy Box – 5:43